# 1638
1638 (MDCXXXVIII) fue un año común comenzado en viernes, según el calendario gregoriano.

## Acontecimientos
- 27 y 28 de marzo: en Calabria (Italia), dos terremotos dejan 30 000 víctimas.[1]
- 29 de marzo: en Delaware (EE. UU.), colonos suecos establecen su primer asentamiento, al que bautizan Nueva Suecia.
- 1 de junio: Un terremoto de 6,5 sacude el estado de Nuevo Hampshire.[2]
- 13 de junio: cerca de la desembocadura del río Sula en el río Dniéper (241 km al sureste de Kiev) ―en el marco del Levantamiento de Ostranica― comienza la batalla de Żownin, en la que las tropas de la Mancomunidad de Polonia-Lituania vencerán a los insurgentes cosacos de Ostranica y Hunia en la batalla de Żownin (13 a 14 de junio de 1638).
- 6 de agosto: centenario de la fundación de Bogotá.
- 21 de octubre: en Widecombe-in-the-Moor (extremo suroeste de Inglaterra) sucede la Gran Tormenta Eléctrica (The Great Thunderstorm). Es el primer caso documentado de una centella (rayo globular).Un rayo globular destruye el techo de la iglesia de san Pancracio, en el condado de Devonshire (Inglaterra), durante la Gran Tormenta del 21 de octubre de 1638.

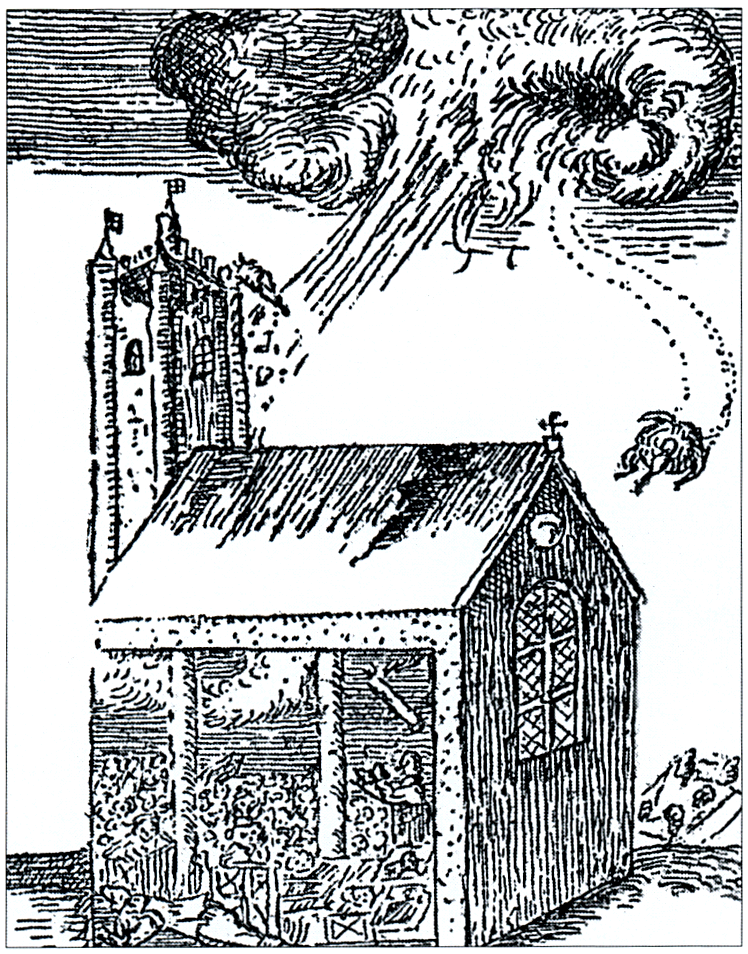
Un rayo globular destruye el techo de la iglesia de san Pancracio, en el condado de Devonshire (Inglaterra), durante la Gran Tormenta del 21 de octubre de 1638.

- 20 de diciembre: en Londres (Inglaterra) se publica la primera imagen acerca de un acontecimiento en un diario. Un grabado (en el que se representa la erupción de fuego en el océano cerca de la isla de San Miguel, en la Azores) ocupa una página entera del periódico inglés Weekly News.

### Sin fecha
- En Ecuador, el expedicionario portugués Pedro Teixeyra —al mando de 45 canoas, 70 soldados y 1200 arqueros y remeros (flecheiros e remadores) indígenas— llegan a la localidad de Quito, finalizando el primer ascenso por el río Amazonas, desde su desembocadura en el océano Atlántico. Habían partido el 25 de julio de 1637. El mismo viaje en sentido descendente se había realizado en 1541.
- Los Países Bajos colonizan la isla africana de Mauricio.
- En Belice (Guatemala), el bucanero inglés Peter Wallace (a quien los españoles llamaban Ballis) establece su primer asentamiento y quizá da su nombre al río Belice.
- En Estados Unidos los ingleses fundan New Haven, la primera ciudad planeada.
- Galilei pública su obra  Dos nuevas ciencias en los Países Bajos.

## Nacimientos
- 5 de septiembre: Luis XIV, rey francés que gobernó entre 1643 y 1715.
- 10 de septiembre: María Teresa de Austria (f. 1683), esposa del rey francés Luis XIV.
- 20 de septiembre: Antonio Gherardi, pintor, arquitecto y escultor italiano (f. 1702).

## Fallecimientos
- 22 de mayo: Tiberio Tinelli, pintor italiano (n. 1586). Problemas sentimentales lo arrastraron al suicidio.
- 25 de agosto: Baltasar de Montpalau, noble español, caballero de la Orden de Calatrava.